# Berlin-Gletscherspaltenfeld
Das Berlin-Gletscherspaltenfeld (englisch Berlin Crevasse Field) ist ein 16 km langes, mit Gletscherspalten durchzogenes Gebiet im westantarktischen Marie-Byrd-Land. Es liegt westlich des in der Flood Range aufragenden Mount Berlin.
Der United States Geological Survey kartierte es anhand eigener Vermessungen und Luftaufnahmen der United States Navy aus den Jahren von 1959 bis 1966. Das Advisory Committee on Antarctic Names benannte es in Anlehnung an die Benennung des Mount Berlin. Dessen Namensgeber ist Leonard Matt Berlin (1908–2004), der als Teil einer Schlittenmannschaft im Rahmen der United States Antarctic Service Expedition (1939–1941) den Berg im Dezember 1940 erstmals besuchte.